# سیارک ۵۵۶۷۶
سیارک ۵۵۶۷۶ (به انگلیسی: 55676 Klythios، نامگذاری:3034T-1) پنجاه و پنج هزار و ششصد و هفتاد و ششمین سیارک کشف شده‌است که در ۲۶ مارس ۱۹۷۱ کشف شد.